# Laurence (Bischof, Sodor und Man)
Laurence (auch Lawrence; † September oder Oktober 1248 vor Mainland) war ein schottischer Geistlicher. 1248 war er kurzzeitig Bischof von Sodor und Man.

Das Königreich der Inseln (rot) im 13. Jahrhundert

Laurence war ein uneheliches Kind, weshalb er für seine geistlichen Ämter einen Dispens erhielt. Vor dem 1. Juni 1246 wurde er Archidiakon der Isle of Man. Nach den Angaben der Chronicle of Man wurde er nach dem Tod von Bischof Simon im Februar 1248 vom Kathedralkapitel der Isle of Man zum Bischof der Inseln, also zum Bischof des Bistums Sodor und Man gewählt. Die westschottischen Inseln standen seit Beginn des 12. Jahrhunderts unter der Oberhoheit der norwegischen Könige, weshalb sie auch der geistlichen Oberhoheit der Erzbischöfe von Nidaros unterstanden. Laurence reiste deshalb nach Norwegen, um sich von Erzbischof Sigurd von Nidaros zum Bischof weihen zu lassen. Seit 1247 hielt sich auch Harald, der König der Isle of Man, in Norwegen auf. Der norwegische König Håkon IV. lehnte die Kandidatur von Laurence als Bischof ab, und auch Harald wollte seine Wahl nicht anerkennen, bevor dieser mit ihm nach Man zurückkehrte und dort von den Geistlichen und dem Volk als Bischof bestätigt wurde. Dennoch wurde Laurence in Bergen zum Bischof geweiht. Zusammen mit König Harald unternahm er dann die gefährliche Reise nach Westschottland. Vor den Shetlandinseln erlitten sie Schiffbruch, bei dem alle Personen an Bord, auch der König und der Bischof, ertranken.
Die Nachricht von dem Unglück erreichte erst im Frühjahr 1249 die Isle of Man. Das Bistum Sodor und Man blieb nach dem Tod von Laurence mehrere Jahre lang vakant, ehe Papst Innozenz IV. 1253 einen neuen Bischof ernannte.